# Had Enough
Had Enough — четвертий сингл британського рок-гурту The Enemy. Сингл вийшов влітку 2007 року, та посів четверту сходинку у чарті UK Singles Chart, і показав майже такий самий результат, як Away from here.
Приблизно в час виходу самого синглу було знято відео до пісні «Had Enough».

## Список композицій
CD
1. «Had Enough»
2. «Dancin' All Night»

7" — version 1
1. «Had Enough»
2. «Shed A Tear»

7" — version 2
1. «Had Enough»
2. «40 Day and 40 Nights»(переспів)